# Josef Börjesson
Josef Alfred Börjesson, född 15 april 1891 i Göteborg, död 20 februari 1971 i Göteborg, var en svensk amatörfotbollsspelare (målvakt) som var uttagen till den svenska fotbollstruppen i OS i Stockholm 1912 där han spelade i Sveriges båda matcher i turneringen.
Börjesson, som under sin klubbkarriär tillhörde Göteborgs FF (minst 1911-1913), spelade under åren 1911-12 sammanlagt 4 landskamper (0 mål).

## Meriter

### I landslag
Sverige
- Uttagen till OS (1): 1912
- 4 landskamper, 0 mål

### Webbsidor
- Börjesson på SOK.se
- Börjesson på sports-reference.com
- Lista på landskamper, svenskfotboll.se, läst 2013 01 29
- "Olympic Football Tournament Stockholm 1912", fifa.com, läst 2013 01 29